# Міклеушень (Румунія)
Міклеушень, Міклеушені (рум. Miclăușeni) — село у повіті Ясси в Румунії. Входить до складу комуни Бутя.
Село розташоване на відстані 302 км на північ від Бухареста, 50 км на захід від Ясс.

## Населення
За даними перепису населення 2002 року у селі проживала 471 особа, усі — румуни. Усі жителі села рідною мовою назвали румунську.